# Ammothea hilgendorfi
Ammothea hilgendorfi är en havsspindelart som först beskrevs av Böhm, R. 1879.  Ammothea hilgendorfi ingår i släktet Ammothea och familjen Ammotheidae. Inga underarter finns listade i Catalogue of Life.